# Cercyonis sthenele
Cercyonis sthenele är en fjärilsart som beskrevs av Jean Baptiste Boisduval 1852. Cercyonis sthenele ingår i släktet Cercyonis och familjen praktfjärilar. Inga underarter finns listade i Catalogue of Life.